# Szydłowiec
Szydłowiec je mesto na Poljskem.